# Broch von Nybster

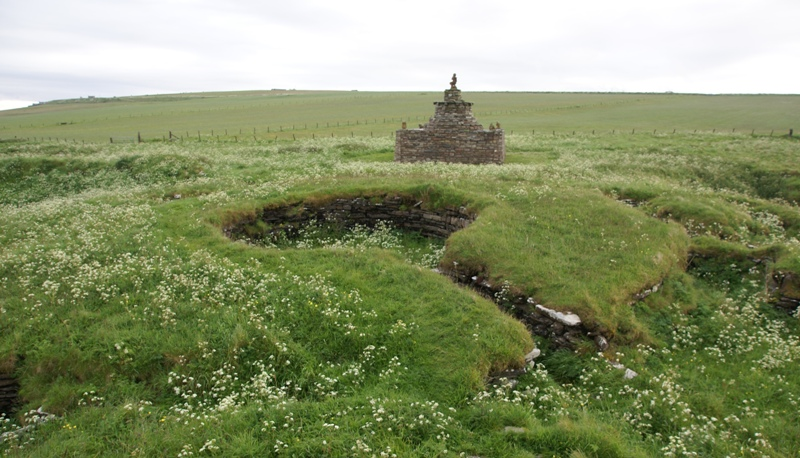
Der Broch von Nybster von Nordosten aus gesehen

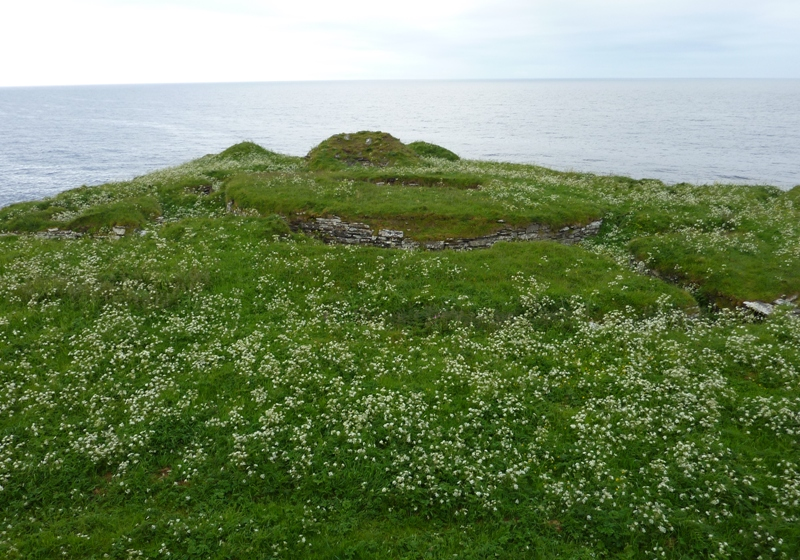
Der Broch von Nybster von Westen aus gesehen

Die Ausgrabungen am Broch von Nybster fanden im Jahre 2011 statt. Der Broch liegt meernah auf einer Landzunge an der Ostküste Schottlands, nördlich von Wick in Highland beziehungsweise in der traditionellen Grafschaft Caithness. Nybster Broch liegt nahe dem Caithness Broch Centre und ist einer der leicht zugänglichen im nördlichen Schottland. Brochs sind nur in Schottland vorkommende, kühlturmförmige, eisenzeitliche Trockenmauerwerksbauten.
Allgemein werden Brochs mit den Hebriden, Orkney und den Shetlandinseln assoziiert, aber die größte Konzentration mit mehr als 200 der rund 700 schottischen Brochs befinden sich in Caithness.
In den letzten Jahren wurden auf dem schottischen Festland relativ wenige Brochs ausgegraben. Der Broch von Nybster wurde bereits im späten 19. Jahrhundert von dem Landbesitzer Francis Tress Barry ergraben. Von dieser Aktion blieben wenige Daten, in Form von Gemälden von John Nicolson (1891–1951) und Fotografien erhalten. Tress Barry war ein Pionier bei der Verwendung von fotografischen Aufnahmen bei archäologischen Grabungen. Er war primär an der Anordnung der Bauten interessiert, die er durch Grabungen entlang der erkennbaren Strukturen untersuchte.
Voruntersuchungen hatten 2005 gezeigt, dass die massiven, acht Meter dicken Wände, solide ohne Zellen, Galerien und Treppen gebaut waren. Damit gehört der Broch gemäß I. Armit und Euan Wallace MacKie in die Kategorie der einfachen atlantischen Brochs. Der Broch hat mit etwa fünf Metern Durchmesser einen vergleichsweise kleinen Innenraum. Das Verhältnis von Mauerwerk zu Innenraum erscheint für eine eisenzeitliche Anlage völlig abwegig. Möglich wäre, dass die Struktur eine beträchtliche Höhe hatte, aber anhand der verbliebenen Reste ist es unmöglich, den Nachweis dafür zu erbringen.
Die Ausgrabungen zeigten, dass die Bebauung des Platzes mit einem steinernen Wall begann, der die Landzunge abriegelte. Die nur 2,5 m breite primäre Struktur wurde dann in einen etwa fünf Meter dicken Wall integriert, der hinter einem tiefen in den Fels gehauenen Graben liegt. In dieser Phase wurde der ursprüngliche Durchgang durch den Wall zerstört, um einen neuen Zugang mit einer Wächterzelle (englisch guard-cell) in den Wall zu integrieren. Diese Zelle hatte einen gepflasterten Boden und war vom Innenraum aus über eine Treppe zugänglich, die auf die Mauer und von dort abwärts in die Zelle führt. In der Wand der Zelle ist ein Mahlstein eingebaut. Hinter dem Wall wurde durch vertikale Platten ein schmaler Durchgang errichtet. Falls er geschlossen wurde, sperrte er auch die Treppe, die im unteren Bereich ein steinernes Schwenkelement aufweist.
Der Aufbau der Mauer und ihr Zusammenbruch wurden in der Nähe des südlichen Randes des Vorgebirges erforscht. Der Mauerabschnitt liegt auf Felsuntergrund und der Eintrag von Steinen aus den höheren Schichten der Mauer war im Grabungsschnitt deutlich erkennbar. Die Größe der Konstruktionsteile, das behauene Grundgestein und die massiven Steinblöcke wurden sichtbar. Nach dem Zusammenbruch der Mauer wurden Steinkisten in die Überreste der Anlage eingefügt. Die tiefste Bresche, die für eine Steinkiste geschlagen wurde, geht durch den sekundären Wall bis auf den primären Wall. Diese Kisten können piktische oder Wikingerbestattungen enthalten haben, die aber nicht erhalten blieben. Ein eiförmiger Anhänger aus Serpentin wurde in einer Verfüllung aus dieser Phase entdeckt.
Die Ausgrabungen betrafen auch die zellenartigen Gebäude nahe dem östlichsten Punkt der Landzunge. Gebäude dieser Art werden als Belege für eine piktische Wiederverwendung der eisenzeitlichen Brochs angesehen. Eines der größten Gebäude (OB4) und zwei kleinere Gebäude (OB2E) und (OB2W) wurden untersucht.
Im Inneren von OB4 waren Tress Barrys Arbeiten aus den 1890er Jahren entlang der Wände erkennbar. Die Untersuchung der verbliebenen Bodenflächen enthüllte verschiedene Pflasterflächen und eine Reihe von Feuerstellen. Einige Feuerstellen zeigten Anzeichen mehrfacher Nutzungen. In OB2W wurde eine Feuerstelle in Form einer Steinplatte, umgeben von einem Kreis eiförmiger Strandkiesel, entdeckt. Es scheint, dass Tress Barry den Herd entdeckte und in situ beließ. Einige größere Feuerstellen, dreieckige und rechteckige, wurden dagegen von Tress Barry aufgenommen. Das ovale Gebäude OB4 hat eine Zelle am nordöstlichen und eine am südwestlichen Ende. Die Pflasterung dieser Zellen sowie einige Pflastersteine am südlichen Ende des Gebäudes wurden in der Hoffnung aufgenommen, unterhalb datierbares Material zu finden. Dabei wurden ein Fischbein-Objekt unter der südlichen Zelle und kleine Knochenstücke unter den Platten im Inneren entdeckt. Ein zusammengebrochener Plattenstapel in einer Ecke von OB2E verbarg mehrere Schichten verbrannten Materials. Die Gegenwart von Tierknochen, Fischgräten, Steinwerkzeugen, Topfscherben und dem Fragment eines römischen Glases lassen vermuten, dass dieser Fund in Zusammenhang mit einem Køkkenmøddinger (engl. midden) steht. Dieser Fund lag über einer Schicht aus thermisch geschädigten Platten und zumindest teilweise innerhalb eines Steinbogens, unter dem es weitere Schichten verbrannten Materials gab.
Der Broch von Nybster ist als Scheduled Monument denkmalgeschützt. Der Whitegate Broch liegt etwa 2,5 km südlich.